# Regió vinícola

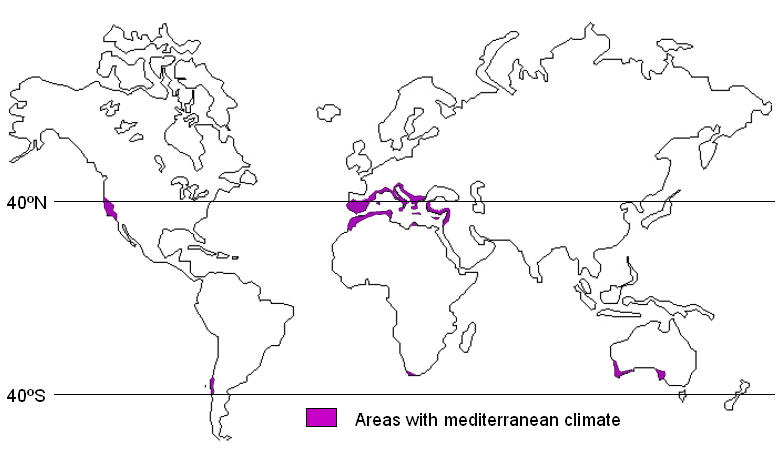
Regions de clima mediterrani

Una regió vinícola és una aproximació geogràfica per indicar aquelles regions del món on es cultiva la vinya i es produeix el vi.
La vitis vinifera és una planta endèmica de la Mediterrània on fa més de 5.000 anys que es cultiva. El clima mediterrani o el clima mediterrani continentalitzat són els més adequats per la vinya: exposició al sol, pluja estacional, poca humitat, poc vent i absència de gelades. Les característiques que defineixen una regió vinícola, allò que marca el caràcter dels seus vins de qualitat, són les mateixes que caracteritzen un terrer, però amb termes més generals.
Les regions vinícoles són entre 35º i 50º de latitud, tant en l'hemisferi nord com en el sud. En la terminologia vinícola es distingeix:
- El Vell Món: bàsicament tota la conca del Mediterrani, endinsant-se en les valls de l'Ebre i el Roine; més les conques atlàntiques del Duero, la Garona i el Loira; i limitant al nord amb el Rin i el Danubi.
- El Nou Món: A l'hemisferi nord, el litoral del Pacífic des de Califòrnia fins a Vancouver, més l'estat de Nova York; i a l'hemisferi sud, Xile, Argentina, el sud de Sud-àfrica i d'Austràlia, i Nova Zelanda.

Altres zones potencials però amb poca tradició vinícola per raons culturals són els països àrabs, la Xina i el Japó. Les dades de la Xina inclouen una definició molt àmplia i no homologable de vi. Alguns països, com Turquia, tenen un extens cultiu de vinya dedicat pràcticament a raïm de taula.
Les dades de producció mundial de vi mostren un predomini destacat de tres estats mediterranis, i un progressiu augment de la producció en el Nou Món. Els Països Catalans es troben entre les regions vinícoles de llarga tradició i producció. A efectes comparatius, la producció sol estar entre 8.000 i 9.000 milers d'hl anuals repartits gairebé a parts iguals entre Catalunya, Catalunya del Nord i el País Valencià. (Font: GEC) 
A les regions tradicionals del Vell Món es posa l'èmfasi en l'origen. Un mateix productor pot vinificar i embotellar el seu propi raïm i s'arriba a definir unes denominacions molt parcel·lades. A les regions del Nou Món es posa l'èmfasi en la marca i la varietat de raïm. Un productor pot comprar el raïm a diferents regions i les denominacions poden ser molt àmplies. A més, la definició de regions vinícoles queda influenciada per les reglamentacions de cada estat. Per aquest motiu es fa una aproximació geogràfica: els estats tenen unes regions que es poden dividir en múltiples denominacions d'origen i a nivell local es pot arribar a subzones, viles o terrers.

## Llista de regions vinícoles
A continuació es presenta una llista no exhaustiva de les regions més destacades en la producció de vins de qualitat.
- Vi d'Espanya
  - Nord: 
    - Galícia i El Bierzo
    - Conca del Duero: Castella i Lleó
    - Conca alta de l'Ebre: Vi de Rioja, Navarra i Aragó
    - Vi de Catalunya.

  - Centre i sud: 
    - Llevant (vi del País Valencià i Múrcia)
    - la Manxa, Andalusia (Xerès, Màlaga)
    - illes Balears, illes Canàries.

- Vi de França
  - Bordeus: Médoc, Pessac-Léognan i Graves, Sauternes, Entre-deux-Mers, Bourg i Blaye, Saint-Émilion, Pomerol, Fronsac i Canon-Fronsac,
  - Borgonya: Chablis i Yonne, Costa d'Or (Côte de Nuits, Côte de Beaune), Hautes Côtes, Côte Chalonnaise, Mâconnais, Beaujolais.
  - Xampanya
  - Vi d'Alsàcia
  - Loira: Basse Loire, Centre-Loire, Sancerre i Pouilly-sur-Loire.
  - Roine: Côtes du Rhône septentrionals, Côtes du Rhône meridionals.
  - Jura i Savoia.
  - Vi de la Provença i vi de Còrsega.
  - Llenguadoc i vi del Rosselló: Corbièras i Fitou, Oest de l'Aude, Minervois, Coteaux-du-Languedoc, Gard, Rosselló.
  - Sud-oest: Bergerac; Duras, Marmandais i Buzet; Cahors; Gaillac i Fronton; Pirineus Atlàntics; Avairon i Quercy.

- Vi d'Itàlia
  - Nord: Piemont, vall d'Aosta, Ligúria, Llombardia, Emília-Romanya, Vèneto, Trentino-Tirol del Sud, Friül-Venècia Júlia.
  - Centre: Toscana i Itàlia central (Úmbria, les Marques, els Abruços)
  - Sud i illes (Laci, Campània, Basilicata, Calàbria, Pulla, Sicília i Sardenya)

- Portugal
  - Nord: Porto, Vinho verde.
  - Centre i sud (Dao, Bairrada, Setúbal, Alentejo)
  - Ultramar: Madeira

- Alemanya
  - Conca del Rin: Ahr-Mittelrhein, Mosel-Saar-Ruwer, Rheingau, Nahe, Rheinhessen, Palatinat, Bergstrasse de Hesse, Franconia, Saale-Unstrut i Saxònia, Baden, Württemberg.

- Conca del Danubi
  - Àustria (Baixa Àustria, Burgenland, Estíria, Viena)
  - Hongria
  - Bulgària
  - Romania
  - Eslovènia
  - Croàcia i Sèrbia
  - República Txeca i Eslovàquia

- Altres països mediterranis i europeus:
  - Grècia i Xipre
  - Mar Negra i Caucas: Turquia, Moldàvia, Ucraïna, Rússia i Kazakhstan, Geòrgia, Armènia i l'Azerbaidjan.
  - Orient Pròxim (Israel, Líban)
  - Magrib
  - Nord-oest d'Europa (Benelux, Gran Bretanya)
  - Suïssa

- Extrem Orient: Índia, Xina i Japó.

- Amèrica del Nord
  - Califòrnia: Napa Valley, Sonoma, regions litorals (Lake, Mendocino, badia de San Francisco, Monterey, San Benito, San Luis Obispo, Santa Barbara), regions interiors (Central Valley)
  - Nord-oest: Washington, Oregon, Colúmbia Britànica
  - Nord-est, sud i mitjà oest: Nova York, Canadà atlàntic (Ontario, Nova Escòcia, Quebec)

- Amèrica Llatina
  - Mèxic
  - Xile central
  - Argentina
  - Sud del Brasil i Uruguai

- Sud-àfrica
- Austràlia: Nova Gal·les del Sud, Austràlia Meridional, Victoria, Austràlia Occidental
- Nova Zelanda